# Britischer Handelsdollar

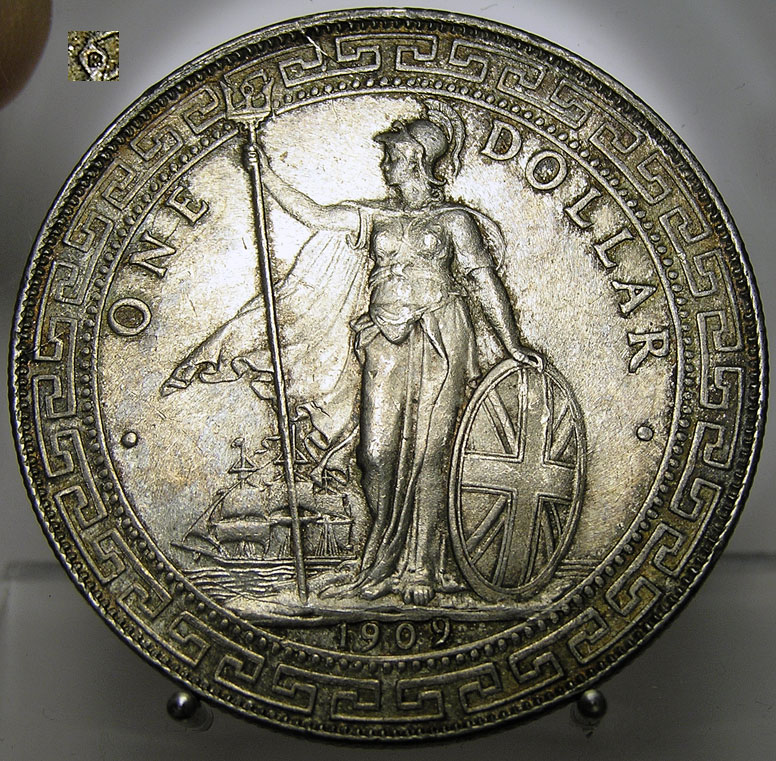
Vorderseite eines Britischen Handelsdollars

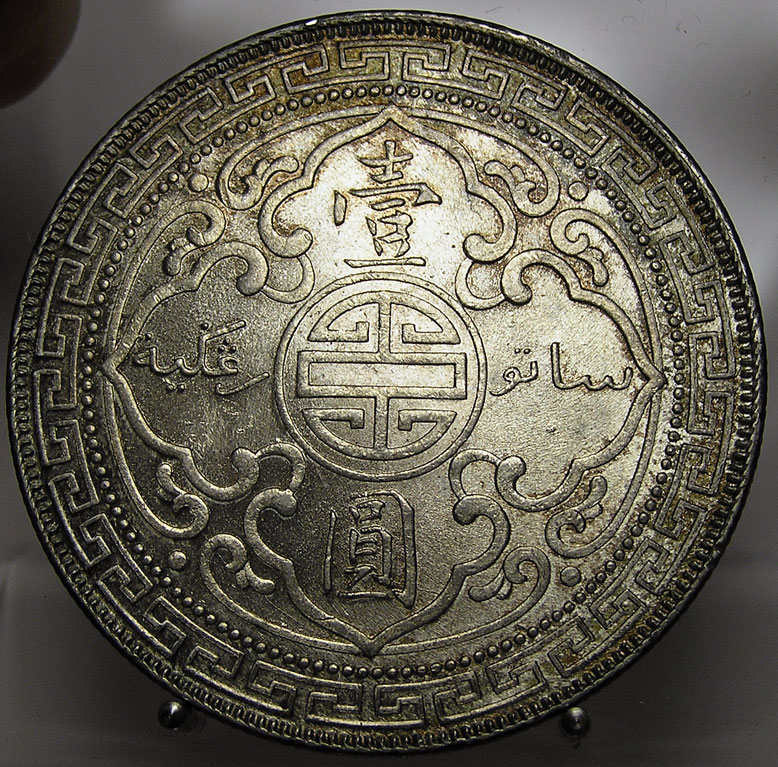
Rückseite eines Britischen Handelsdollars

Der Britische Handelsdollar (engl. British Trade Dollar auch kurz Trade Dollar) ist ein von 1895 bis 1935 geprägter silberner britischer Dollar, der für den Handel in Südost- und Ostasien geprägt wurde.
Der Britische Handelsdollar wurde vorwiegend in den Münzstätten Bombay und Kalkutta, selten auch in London geprägt. Es gibt spätere Nachprägungen in Gold und Polierter Platte.
Er war in Südost-Asien bis zum 31. Juli 1937 Zahlungsmittel.
Auch die USA und Japan emittierten Trade-Dollars im 19. Jahrhundert für den Südostasienhandel.